# Tuamotu
Tuamotu je skupina otoka u južnom dijelu Tihog oceana (Francuska Polinezija). Otočje se sastoji od dva usporedna niza niskih atola i koraljnih otoka. 
Najveći atoli su: Rangiora, Fakarava, Hao i Anaa. Osim otoka Makatea (visina 112 m.) ostali nisu viši od 9 metara.

## Povijest
Otoke je 1606. otkrio portugalski pomorac Pedro Fernández de Quirós, a Francuskoj su priključeni 1881. godine.
Otočje je značajno i po tome što je na njega pristao Thor Heyerdahl na splavi Kon Tiki tijekom znamenitog znanstvenog eksperimenta 1947. godine.
|  | Portal Francuske – Pristup člancima s tematikom o Francuskoj. |